# Women’s Bureau
Der National Women’s Council (NWC) mit dem angegliederten Women’s Bureau (WB) ist eine staatliche Behörde in Gambia, die Zuständigkeiten für Frauenpolitik und Frauenrechte besitzt.

## Geschichte
Der National Women’s Council (NWC) und das angegliederte Women’s Bureau (WB) wurden 1980 durch einen Parlamentsbeschluss eingerichtet. Die Behörde war jeweils dem gambischen Frauenministerium untergeordnet, das in der Regel vom gambischen Vizepräsidenten mitgeleitet wurde.
Dem Beschluss von 1980 zufolge sollte der NWC als Interessensvertretung von Frauen dienen und die Regierung beraten. Das Women’s Bureau übernahm zunächst Aufgaben der Öffentlichkeitsarbeit, Bildungsangebote und rechtliche Unterstützung. Es unterstützte den NWC und überprüfte und evaluierte dessen Arbeit.
2010 wurde mit dem Women’s Act ein neuer rechtlicher Rahmen geschaffen. Mitglieder des Councils sind demnach jeweils eine Person je Wahlbezirk sowie aus jedem Local Government Council, die von der zuständigen Ministerin ernannt werden. Der gambische Präsident ernennt sieben weitere Mitglieder und bestimmt die Vorsitzende (Chairperson) sowie eine Direktorin (Executive Director), die zugleich Leiterin (Chief Executive) des Women’s Bureau ist. Die Amtszeit wurde auf fünf Jahre festgelegt. Als Aufgabenbereiche des NWC wurden unter anderem Beratung der Regierung und staatlicher Behörden und Durchführen von Projekten und Bildungsangeboten festgelegt.
2015 begannen Bauarbeiten für einen Neubau für das Ministerium für Angelegenheiten der Frauen und das Women’s Bureau, der 7,5 Millionen Dalasi kosten sollte.
2019 wurde mit der früheren Direktorin des DB Fatou Sanyang Kinteh erstmals eine separate Ministerin für das Ministerium für Angelegenheiten der Frauen, Kinder und Soziales ernannt.

## Leitung
Direktorinnen:
- um 1989: Saffiatou Singhateh[4][5]
- 1990 bis 1996: Isatou Njie Saidy (zuvor 1983 bis 1986 stellvertretende Direktorin; später Ministerin und Vizepräsidentin)
- 1997 bis September 2001: Siga Fatima Jagne[6][7]
- 2001 bis 2003 (interim[8]): Fatou Kinteh (zuvor ab 1997 Stellvertreterin[9][10][11], später Ministerin)[12]
- 2003 bis ca. August 2013: Ida Fye Hydara[13][14]
- ca. Februar 2014 bis ca. Oktober 2017: Binta Jammeh-Sidibe[15][16]
- um 2019: Bintou Gassama[17]

Vorsitzende des NWC (Auswahl):
- 1993 bis 1999: Amie Joof Cole[18][19]
- 2001: Sono Jammeh[20]
- 2006/2007: Kassa K. Sanneh[21][22]
- ca. 2011 bis 2016: Fatou Mbye[23][24][25][26]
- ab etwa 2019 Isatou Dea Sawaneh[27][28]